# Una torre (Oliola)
Una torre és una obra d'Oliola (Noguera) inclosa a l'Inventari del Patrimoni Arquitectònic de Catalunya.

## Descripció
La torre es troba al cap superior del poble, la qual cosa equival a dir que a la vora, encara que disposava en un nivell inferior, del rocam on s'inserí el vell castell. Fa de mal indicar-ne la funció concreta, bé respecte al poble, bé respecte al quasi inexistent castell. Avui resta -malmesa en la part alta- sense cap ús (o, en tot cas, en utilització inadequada).

## Història
Vegeu la fitxa del castell d'Oliola.